# Theridion cochrum
Theridion cochrum är en spindelart som beskrevs av Claude Lévi 1963. Theridion cochrum ingår i släktet Theridion och familjen klotspindlar. Inga underarter finns listade i Catalogue of Life.